# Modum
Modum er en kommune i Buskerud fylke i Norge. 
Den grænser i nord til Krødsherad og Ringerike, i øst til Hole og Lier, i syd til Øvre Eiker og i vest til Sigdal.
Den var en del af  Viken fylke som blev etableret 1. januar 2020, men opløst fra 1. januar 2024.

## Areal og befolkning
Kommunen har tre byer, Åmot, Geithus og kommunesenteret Vikersund. Vikersund ligger ved sydenden af Tyrifjorden, Norges 5. største sø, hvor den løber ud i Drammenselven. Åmot er indgangsporten til Kunstnerdalen. Her ligger det tidligere blaafarveværk, med bl.a. kobolt-museum, kunstudstilliger og børnenes bondegård. I Modum findes også Vikersundbakken, som er Nordeuropas eneste skiflyvningsbakke.